# Tlepok
Tlepok is een bestuurslaag in het regentschap Kebumen van de provincie Midden-Java, Indonesië. Tlepok telt 1293 inwoners (volkstelling 2010).